# Persecuzione degli albini africani
La persecuzione degli albini africani è un fenomeno che consiste nella discriminazione, mutilazione e uccisione delle persone affette da albinismo che vivono in Africa.

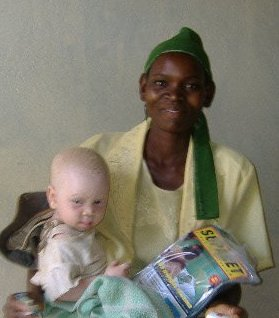
Madre africana tiene in grembo il figlio affetto da albinismo

 Mentre negli Stati Uniti d'America una persona ogni 37.000 è affetta da albinismo e nel resto del mondo una ogni 20.000, il tasso di incidenza è molto più alto in Africa, in particolare in Zimbabwe, dove si stima che il rapporto sia di 1:4.000 e in Tanzania, dove una persona ogni 1.429 è albina.

## Cause
La mancanza di accesso all'assistenza sanitaria e uno scarso livello d'istruzione hanno permesso, in alcune zone dell'Africa subsahariana, la diffusione di miti e superstizioni secondo cui le persone affette da albinismo sono dotate di poteri magici e le parti del loro corpo portano fortuna e successo. In altre parti del continente invece, gli albini vengono considerati portatori di sventura e chiamati zeru zeru, termine che in swahili significa 'fantasma', 'invisibile'.

## Discriminazione
Gli albini africani sono oggetto di derisione, aggressione verbale e discriminazione sociale e sono considerati dalla famiglia come una punizione divina. Spesso il padre abbandona la moglie quando questa abbia partorito un bambino affetto da albinismo; altre volte è la madre stessa che, spinta dalla paura di portare disonore e disgrazia alla famiglia, abbandona o uccide il proprio figlio. Ulteriori credenze portano il padre a sospettare che il figlio albino sia nato dall'unione della madre con un uomo bianco. Come conseguenza, in alcuni villaggi si pensa che per curare un bambino affetto da albinismo sia opportuno lasciarlo al sole il più a lungo possibile fino a che non avrà assunto il colore adeguato.
In altri casi le donne albine possono subire violenza sessuale, violenza causata dalla convinzione che un rapporto sessuale con una donna affetta da albinismo possa curare malattie sessualmente trasmissibili come l'AIDS.
Anche quando un bambino affetto da albinismo venga accettato e cresciuto dalla famiglia, subisce spesso isolamento dalla vita sociale, povertà e mancato diritto all'istruzione. Gli albini africani adulti inoltre trovano molte difficoltà a essere assunti e trovare lavoro, faticando così a vivere una vita autonoma e indipendente.

## Persecuzione
Un ruolo importante nella persecuzione degli albini africani è svolto dalla figura dei medici stregoni o guaritori tradizionali che sfruttando superstizioni e miti popolari sostengono di poter creare talismani porta fortuna e bevande magiche in grado di portare salute e prosperità. Ingrediente principale di queste pozioni sono le parti del corpo di una persona affetta da albinismo; come conseguenza, si è creato un vero e proprio mercato nero per le parti del corpo come arti, pelle e capelli e si ritiene che un corpo intero possa valere fino a 75,000$.
Anche la fase di mutilazione non è immune da altre credenze: si pensa infatti che maggiore sofferenza e dolore prova la vittima, maggiore sarà il potere magico della parte del corpo mutilata.
In diversi paesi le tombe delle persone affette da albinismo sono state saccheggiate e le ossa rubate da bande criminali e trafficanti (chiamati anche albinos hunter, cacciatori di albini). Il fatto che questo traffico procuri compensi così elevati ha spinto Mashaka Benedict, rappresentante della Sengerema Albino society, ad affermare in un'intervista del dicembre 2014 alla BBC che molto probabilmente coinvolge uomini d'affari e politici. Anche l'organizzazione Under the Same Sun ha sottolineato come gli anni delle elezioni siano quelli più pericolosi, in quanto la domanda di parti del corpo di persone albine sale notevolmente.

## Vittime accertate
Spesso le autorità non dispongono di strumenti necessari per le indagini o non documentano in maniera adeguata i dati a disposizione, per cui il numero reale degli attacchi potrebbe essere impreciso o sottostimato. In una risoluzione del Parlamento europeo del 7 luglio 2016 si legge che nel 2015 ci sono stati 448 casi di attacchi in 25 paesi africani. In particolare in Malawi sono stati registrati 69 attacchi dal novembre 2014, di cui 18 omicidi. L'uccisione di quattro persone nell'aprile 2016 ha portato le autorità a definire le persone affette da albinismo come una specie a rischio.
L'ufficio dei diritti umani dell'Organizzazione delle Nazioni Unite ha ricevuto segnalazioni di oltre 200 casi di attacchi in 15 paesi africani tra il 2000 e il 2013. Secondo Peter Ash, fondatore di Under the Same Sun, la Tanzania avrebbe il più alto numero di casi registrati, con oltre 170 attacchi dal 2006.
La prima condanna ufficiale contro i cacciatori di albini è avvenuta nel 23 settembre 2009 in una corte del distretto Bukombe della provincia di Shinyanga, quando tre uomini sono stati dichiarati colpevoli dell'uccisione di Matatizo Dunia, ragazzo quattordicenne affetto da albinismo. Al momento dell'arresto, uno degli uomini fu trovato in possesso di entrambe le gambe del ragazzo. I tre uomini sono stati condannati alla pena di morte, provvedimento fino ad allora mai preso: mentre la maggior parte dei casi rimaneva e rimane tuttora impunita, in altri la condanna massima era stata l'arresto o l'ergastolo.

## Azioni dei governi
Varie sono state le disposizioni dei governi per cercare di abbattere i miti e le superstizioni riguardo alle persone affette da albinismo. Il governo della Tanzania, per esempio, ha deciso di sospendere la licenza dei guaritori tradizionali e ha provveduto all'arresto di circa 225 sciamani il 12 marzo 2015.
Nel marzo 2016, nel sud del Malawi l'ispettore generale di polizia ha dato disposizioni di sparare e uccidere chiunque sia sorpreso a rapire persone affette da albinismo; nella stessa occasione una folla ha inseguito e dato fuoco a sette persone considerate trafficanti di albini.
Nel 2008 Al-Shymaa Kway-Geer è stata il primo deputato al parlamento affetto da albinismo a essere nominato dal presidente della Tanzania Jakaya Kikwete che due anni dopo, nel dicembre 2010, ha nominato anche il primo viceministro albino. 
Nel marzo 2015 è stato nominato dalle Nazioni Unite il primo Esperto Indipendente sui diritti umani delle persone affette da albinismo e nello stesso anno si è stabilito il 13 giugno come Giornata internazionale di sensibilizzazione sull'albinismo. Dal 17 al 19 giugno 2016 a Dar es Salaam inoltre ha avuto luogo il primo forum regionale per l'azione sull'albinismo in Africa.
Nell'aprile 2017 l'Esperto Indipendente sui Diritti Umani delle persone affette da albinismo delle Nazioni Unite in collaborazione con la Commissione Africana sui Diritti Umani, il Comitato Africano degli Esperti sui Diritti e Benessere del Bambino e altre organizzazioni internazionali come l'Unicef e l'UNESCO hanno stilato un Piano Regionale d'Azione contro gli attacchi alle persone affette da albinismo. Il piano ha una durata di cinque anni, dal 2017 e 2021, e comprende iniziative e misure di sicurezza a breve e lungo termine. Ognuna di queste iniziative è divisa in quattro gruppi diversi, a seconda che riguardino la prevenzione, protezione, responsabilità e uguaglianza o non discriminazione. Uno dei punti chiave di questo piano è la promozione di campagne di sensibilizzazione sull'albinismo affinché si possano abbattere i miti e le superstizioni causate dall'ignoranza. Vengono ritenute anche essenziali delle campagne di educazione pubblica, supporti alle vittime e la distribuzione di creme solari protettive e trattamenti pre-cancro gratuiti.

## Organizzazioni
Under the Same Sun (UTSS) è un'organizzazione canadese non governativa di carità fondata nel 2008 da Peter Ash, affetto da albinismo. Lo scopo di UTSS è combattere la discriminazione e la violenza contro le persone affette da albinismo e fare in modo che le persone albine siano totalmente incluse nella società africana. Per fare questo l'organizzazione si impegna nel far capire cos'è l'albinismo e fare in modo che le persone albine siano trattate con dignità e rispetto. Altro obiettivo è far capire alle famiglie delle persone albine quali siano i loro diritti e come affrontare adeguatamente i problemi di salute. Peter Ash ha affermato che il suo sogno è quello di poter pensare ai giorni delle discriminazioni contro gli albini africani come a ricordi lontani .
Altro ruolo importante è svolto dalla Federazione internazionale delle società di Croce Rossa e Mezzaluna Rossa che attraverso i suoi volontari aiuta gli enti governativi a eliminare la discriminazione contro le persone affette da albinismo e provvede all'educazione alla salute per la prevenzione del cancro alla pelle. Secondo la Croce Rossa, è fondamentale che i governi si impegnino nell'assicurare protezione legale alle persone albine usando strutture amministrative locali; è fondamentale inoltre che vengano svolte delle campagne pubbliche di sensibilizzazione e anti-discriminazione e che i servizi medici siano offerti agli albini che ne hanno bisogno.
Asante Mariamu è un'organizzazione non profit fondata nel 2009 in onore di Mariamu Staford ("asante" in swahili significa 'grazie'). Mariamu Staford è una donna affetta da albinismo che nel 2008 è stata attaccata da due uomini che le hanno tagliato le braccia. Dopo essere sopravvissuta e aver passato varie settimane in ospedale, Mariamu è stata in grado di riconoscere gli aggressori e farli arrestare, nonostante poi siano rimasti impuniti per l'attacco commesso.
Asante Mariamu ha contribuito nel 2011 alla fondazione del Kabanga Center, centro inizialmente pensato come scuola residenziale per bambini con disabilità e poi diventato un centro di protezione per i bambini affetti da albinismo che vivono nelle zone rurali della Tanzania occidentale. Oltre 70 bambini albini vengono seguiti da insegnanti, genitori e direttori locali.

## Iniziative e film
Il 21 ottobre 2016, con la presenza del vicepresidente William Ruto si è svolto a Nairobi, capitale del Kenya, il primo concorso di bellezza per le donne e gli uomini affetti da albinismo. Lo spettacolo, chiamato "Beauty Beyond Skin", è stato realizzato con l'intento di abbattere i pregiudizi sull'albinismo e celebrare la bellezza delle persone che ne sono affette, cercando anche di cambiare il modo in cui sono percepite dalla società africana.
Nel distretto Sengerema della regione di Mwanza, Tanzania, è stato eretto un monumento in memoria degli albini che hanno subito attacchi, sono stati uccisi o le cui ossa sono state derubate. I nomi delle vittime sono 139 e sono scritti ai piedi della statua in metallo in cui è raffigurata una famiglia: il padre tiene sulle spalle il figlio affetto da albinismo, mentre la madre tende verso di lui un cappello per cercare di proteggerlo dal sole.
Nel 2013 Cristiano Gentili ha pubblicato il romanzo Ombra Bianca. Romanzo tratto da una realtà africana con l'obiettivo di diffondere e far conoscere la realtà delle persecuzioni degli albini africani; ulteriore intento è quello di coinvolgere le persone e mobilitare le istituzioni affinché queste discriminazioni possano un giorno finire.
Vari sono i film che hanno trattato l'argomento. Nel 2009 è uscito In My Genes, documentario scritto, diretto e prodotto da Lupita Nyong'o; il documentario mostra la vita quotidiana di otto persone affette da albinismo tra cui Agnes, giovane donna keniota. 
Nel 2010 invece Jean-François Méan ha diretto il documentario canadese White and Black: Crimes of Color dove la radio giornalista della BBC Vicky Ntetema investiga sul traffico di parti del corpo di persone albine e ascolta la testimonianza di tre ragazzi sopravvissuti a un attacco.